# رابرت تاپرت
رابرت تاپرت (انگلیسی: Robert Tapert؛ زادهٔ ۱۴ مهٔ ۱۹۵۵) تهیه‌کننده سینما و تلویزیون و کارگردان تلویزیونی اهل ایالات متحده آمریکا است.
از فیلم‌هایی که وی در آن نقش داشته‌است، می‌توان به مرده شریر و مرده شریر ۲ اشاره کرد.